# Tamala Jones
Tamala Jones (Pasadena, Califòrnia, 12 de novembre de 1974) és una actriu estatunidenca, coneguda per papers en pel·lícules com Booty Call, The Wood, Kingdom Come, The Brothers, o Two Can Play That Game i ser una de les actrius principals de la sèrie de la cadena ABC, Castle como la examinadora forense Lanie Parish. És germana de Tracey Cherelle Jones.

## Biografia
Jones va néixer a Pasadena, Califòrnia, sent la gran de tres fills i única dona. Va començar la seva carrera com a model, apareixent en revistes i comercials de televisió.
El seu primer paper com a actriu va ser una petita aparició en la sèrie per a adolescents California Dreams. El seu primer paper important en televisió va ser en el paper d'una estudiant en el drama de l'ABC, Dangerous Minds. Jones va ser protagonista en la sèrie For Your Love i en The Tracy Morgan Show. Va tenir un paper recurrent en la sèrie One on One com Tonya, una vella promesa de Flex (temporades una i cinc). Va tenir altres papers en sèries de televisió com The Parent 'Hood, Veronica's Closet, Malcolm & Eddie, My Name Is Earl, Studio 60 on the Sunset Strip i The Fresh Prince of Bel-Air.
El 1993, Jones va aparèixer en el video musical Give It Up, Turn It Loose de Vogue. El 2001, va estar en el vídeo "Girls, Girls, Girls" del raper Jay-Z, al costat de les actrius Paula Jai Parker i Carmen Electra. Més tard, Jones va estar en el vídeo musical "Gravel Pit" de Wu-Tang Clan.
Va estar en pel·lícules com Sexe sí... però segur, The Wood, i Kingdom Come. Jones també va tenir un petit però important rol en la pel·lícula Up in the Air.
El 2007, va aparèixer en el vídeo musical Independent del raper Webbie, com una noia negra.
Tamala Jones va ser triada com una de les 10 Sexiest Women of the Year el 2000 i 2001 per la revista Black Men Magazine.
Des de 2009 fine el 2016 va tenir un paper recurrent en la sèrie de la cadena ABC Castle com l'examinadora forense Lanie Parish.

## Vida personal
El 2003, va sortir amb el raper Nate Dogg després de creuar-se dues vegades en l'estudi de la pel·lícula de Chris Rock Head of State.
El 2006, es va operar quirúrgicament els seus pits. D'ells va dir "Jo vaig fer la meva tasca i vaig buscar un especialista. Vaig anar a algú que opera pacients amb càncer de mama, i que cregui un pit que es veu i se sent real. No puc esperar a estar en una pel·lícula en la qual jo els pugui mostrar. En el moment adequat de la pel·lícula, estic disposada a mostrar aquests bebès".

## Filmografia

### Cinema
- How to Make an American Quilt (1995) — besàvia d'Anna
- Sexe sí... però segur (Booty Call) (1997) — Nikki
- No puc esperar (Can't Hardly Wait) (1998) — Cindi
- The Wood (1999) — Tanya
- De lladre a policia (Blue Streak) (1999) — Janiece
- Quin divendres! (Next Friday) (2000) - D'Wana
- Turn It Up (2000) — Kia
- How to Kill Your Neighbor's Dog (2000) — Laura Leeton
- The Ladies Man (2000) — Theresa
- Kingdom Come (2001) — Nadine
- Més que amics, germans (The Brothers) (2001) — Sheila West
- Joc per a dos (Two Can Play That Game) (2001) — Tracey Johnson
- La noia del metro (On the Line) (2001) — Jackie
- Head of State (2003) — Lisa Clark
- Nora's Hair Salon (2004) — Chloe
- Long Distance (2005) — Margaret Wright
- Urban Legends: Bloody Mary (2005) — Oficial Lorena Foreman
- Confessions of A Call Girl (2006) — Tory Adams/Candy
- The American Dream (Mike Jones album) (2007) — Keisha
- What Is Love (2007) — Katherine
- Who's Your Caddy? (2007) — Shannon
- Daddy Day Camp (2007) — Kim Hinton
- American Dream (2008) — Keisha
- Show Stoppers (2008) — Chapter Leader Renee
- The Hustle (2008) — Nikki
- Who's Deal? (2008) — Senyora Watson
- Busted (2009) — J.J.
- Janky Promoters (2009) — Regina
- Up in the Air (2009) — Karen Barnes
- 35 and Ticking (2011) — Victoria

### Televisió
- The Parent 'Hood (1995) — Yvonne
- ER (1995, 2001) — Joanie Robbins
- The Wayans Bros. (1995) — Wanda
- The Fresh Prince of Bel-Air (1995) — Tiffany
- JAG (1996) — Nia
- Dangerous Minds (1996) TV Seriïs — Callie Timmons
- Veronica's Closet (1997–1999) — Tina
- For Your Love (1998) — Barbara Jean 'Bobbi' Seawright Ellis
- Little Richard (2000) — Lucille
- One on One (2001, 2002, 2005) — Tanya
- Couples (2002) — Julia
- The Tracy Morgan Show (2003–2004) — Alicia Mitchell
- Nadine in Date Land (2005) — Star
- Love, Inc. (2005) — Terri
- Ghost Whisperer (2006) — Amy
- CSI: Miami (2006) — Senyoreta Watson
- My Name Is Earl (2007) — Liberty Washington
- Short Circuitz (2007)
- Studio 60 on the Sunset Strip (2007) — Claire
- Castle (2009 - 2016) — Dra. Lanie Parish
- Everybody Hates Chris (2009) — Darlene
- Party Down (2010) – Mary Ellison
- Gossip Girl (2011-2012) - Detectiu Carrie Washington
- The Soul Man (2012) – Yvette
- RuPaul's Drag O (2012) – Professora
- King Bachelor's Pad (2012) – Tinent Murray